# Phêrô Hoàng Khanh
Phêrô Hoàng Khanh là một linh mục, được Giáo hội Công giáo Rôma tôn phong Hiển Thánh vào năm 1988.
Ông sinh năm 1780 tại Hoa Duệ, tỉnh Nghệ An (nay là xã Cẩm Duệ, huyện Cẩm Xuyên, tỉnh Hà Tĩnh, thuộc Giáo phận Hà Tĩnh), sau gia đình rời về sống ở làng Lương Khế, phủ Anh Sơn, huyện Thanh Chương, tỉnh Nghệ An.
Năm 22 tuổi, ông vào phụ giúp linh mục Đạc ở nhà xứ, được thụ phong linh mục khoảng năm 1820, phục vụ các xứ đạo Trại Lê, Thuận Nghĩa, Thọ Kỳ, Ngàn Sâu ( nay là giáo xứ Làng Truông), chăm lo việc cổ vũ ơn gọi.
Ngày 29 tháng 1 năm 1842, trên đường từ Nhà Chung Xã Đoài về Ngàn Sâu, thuyền của ông bị khám xét. Ông nhận là đạo trưởng nên bị bắt. Quan khuyên ông khai mình là thầy lang, nhưng ông từ chối.
Án lệnh xử trảm được thi hành ngày 12 tháng 7 năm 1842 tại pháp trường Cồn Cỏ, Hà Tĩnh. Thi thể được đưa về họ đạo Kẻ Gốm và được an táng nơi nền nhà thờ cũ.